# Darwin nos Açores

Darwin nos Açores. 2a Edição

Darwin nos Açores. Diário Pessoal com comentários é um opúsculo facsímile do diário pessoal de Charles Darwin aquando da sua passagem nos Açores a bordo do HMS Beagle em 1836, publicada em 2009

## Sinopse
Darwin nos Açores. Diário Pessoal com Comentários
A obra proporciona ao leitor uma viagem aos Açores do século XIX, através de excertos do diário de Charles Darwin, com comentários de alguns especialistas que hoje conhecem e estudam o património cultural e natural açoriano. Compilado e com textos de José Nuno Gomes Pereira e Verónica Neves, com comentários do Vulcanólogo João Carlos Nunes, da Historiadora Susana Serpa Silva e do Engenheiro Agrónomo Paulo J.M. Barcelos.